# 07 Vestur
07 Vestur („07 Westen“) ist ein färöischer Fußballclub mit Sitz in Sørvágur auf der Insel Vágar.

## Geschichte
Am 8. November 2004 wurde FS Vágar 2004, vollständiger Name Fótbóltssamtakið Vágar 2004 („Fußballunion Vágar 2004“), abgekürzt FSV04, gegründet. Er trat damit die Nachfolge von FS Vágar an. Anwesend waren 65 Personen. Der erste Vorstand wurde gewählt: Ari Thomassen als Vorsitzender, Napolion Magnussen als Stellvertreter, Atli Gregersen als Kassenwart, Heðin Jørgensen als Schriftführer und Sigfríð Olsen, Egil Petersen, Heini Holm und Bjarni Prior als Beisitzer.
Ende 2007 wurde entschieden, wie beim Vorgängerverein erneut eine Fusion mit SÍ Sørvágur einzugehen, welche am 6. November 2007 offiziell zustande kam. Als neuer Name wurde 07 Vestur bekanntgegeben. Dieser bezieht sich zum einen auf das Gründungsjahr, zum anderen auf die Position der Insel Vágar (7° westlicher Länge). In der ersten Saison unter neuem Namen gelang als Erstplatzierter der 1. Deild sofort der Aufstieg in die Vodafonedeildin, als Letztplatzierter erfolgte jedoch direkt wieder der Abstieg. 2010 belegte 07 Vestur erneut den ersten Platz in der zweiten Liga, konnte jedoch erneut nur ein Jahr in der höchsten Spielklasse verbleiben. Dieselbe Situation wiederholte sich in den nächsten beiden Jahren. Nach zwei dritten Plätzen gelang 2016 als Zweitplatzierter der Aufstieg in die erste Liga. Dort wurde der vorletzte Platz belegt. Da jedoch in der zweiten Liga nur eine A-Mannschaft zu den besten drei Teams gehörte und schlechter platzierte Mannschaften nicht aufstiegsberechtigt sind, bedeutete dies den Klassenerhalt für 07 Vestur. 2018 landete die Mannschaft auf dem letzten Platz, in der 1. Deild wurde als Viertplatzierter der direkte Wiederaufstieg verpasst. Dieser wurde 2020 als Zweitplatzierter erreicht.

## Trainer
- Bill Mc. Leod Jacobsen (2005–2006)
- Hegga Samuelsen (2006)
- Bobby Bolton (2006)
- Jan Dam (2007)
- Piotr Krakowski (2008–2009)
- Hegga Samuelsen (2010–2011)
- Jóhan Nielsen (2011)
- Piotr Krakowski (2012–2013)
- Hegga Samuelsen (2014–2016)
- Trygvi Mortensen (2017)
- Sigtór Petersen (2017)
- Pauli Poulsen (2018)
- Sigtór Petersen (2018)
- Julian Madsen (2019–2020)
- Heðin Askham (2020–2021)
- Magnus Powell (2021)
- Michael Schjønberg (2022–2023)
- Lars Arne Nilsen (2023)
- Steffen Landro (2024)

## Bekannte Spieler

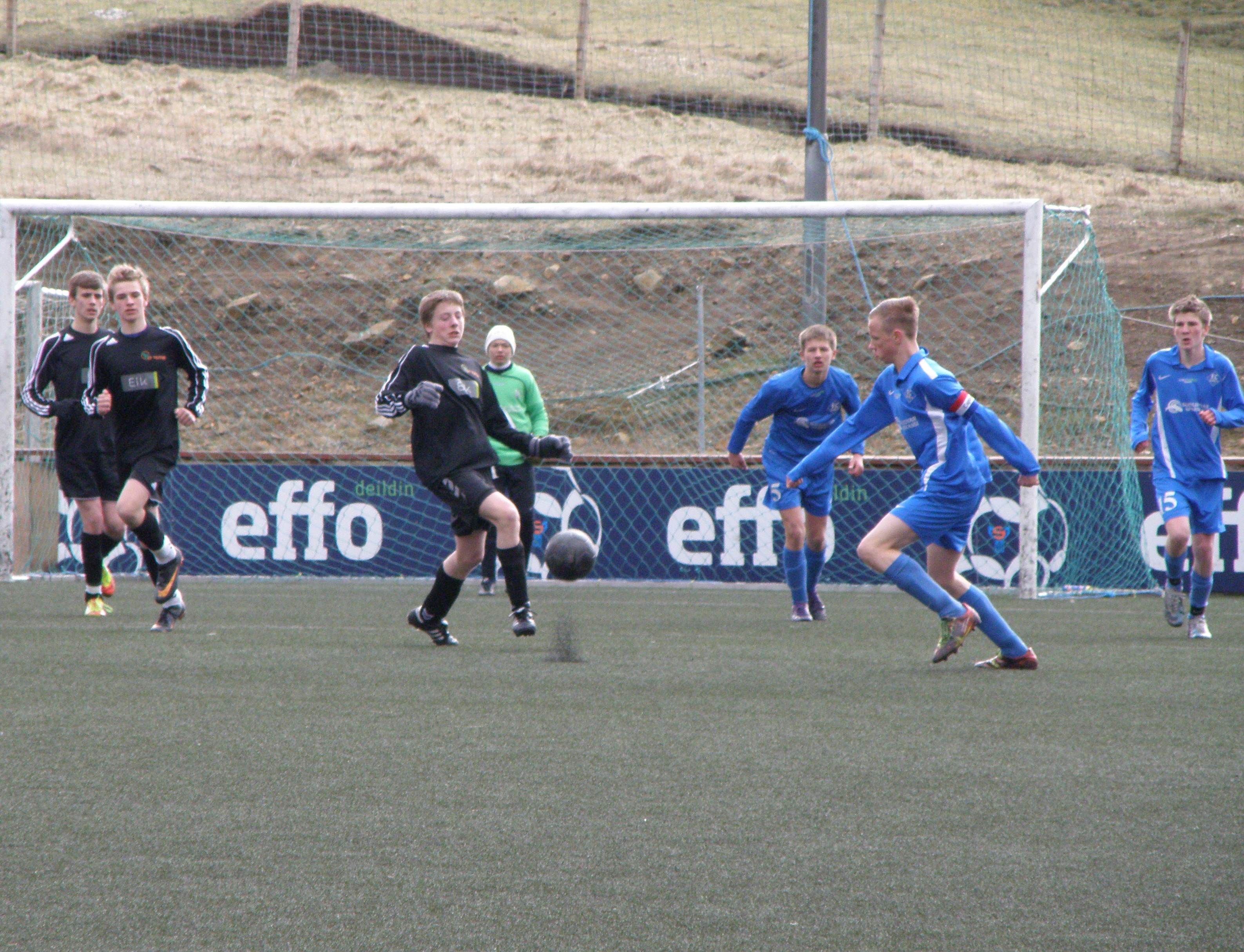
07 Vestur (schwarz) im Spiel gegen FC Suðuroy (blau) 2012.

Aufgelistet sind alle Spieler, die mindestens zehn Spiele für die Nationalmannschaft absolviert haben.
- Jan Dam (2007)
- Jóhannis Joensen (2009)
- Sonni Nattestad (2011–2012)
- Torkil Nielsen (2007)
- Jens Erik Rasmussen (2008–2011, 2014)

Rekordspieler der ersten Liga ist Høgni Nielsen mit 125 Spielen. Akselsen und Jasper Van Der Heyden erzielten mit 15 die meisten Tore in der Betrideildin (Stand: Ende 2023).

## Ligarekorde
- Beste Ligaplatzierung: 5. Platz (2023)
- Höchster Heimsieg: 5:0 gegen Skála ÍF (16. September 2017)
- Höchste Heimniederlage: 0:9 gegen KÍ Klaksvík (13. Mai 2021)
- Höchster Auswärtssieg: 5:0 gegen EB/Streymur (14. Mai 2023)
- Höchste Auswärtsniederlage: 0:9 gegen NSÍ Runavík (8. Mai 2011)
- Torreichstes Spiel: 07 Vestur gegen NSÍ Runavík 4:6 (19. Juni 2011)
- Ewige Tabelle: 15. Platz

## Frauenfußball
Das Frauenteam spielte als FS Vágar 2004 2005 in der 1. Deild. Als 07 Vestur belegte der Verein in einer Spielgemeinschaft mit MB Miðvágur in der 2. Deild 2009 den ersten Platz, danach wurde die Spielgemeinschaft jedoch aufgelöst.

### Ligarekorde
- Beste Ligaplatzierung: 6. Platz (2005, 2023)
- Höchster Heimsieg: 14:0 TB/FC Suðuroy/Royn (21. Mai 2022)
- Höchste Heimniederlage: 1:11 gegen NSÍ Runavík (12. August 2023)
- Höchster Auswärtssieg: 14:0 TB/FC Suðuroy/Royn (21. Mai 2022)
- Höchste Auswärtsniederlage: 0:11 gegen KÍ Klaksvík (3. Juni 2023)
- Torreichstes Spiel: 07 Vestur gegen TB/FC Suðuroy/Royn 14:0 (21. Mai 2022)
- Ewige Tabelle: 18. Platz

Rekordspielerin der ersten Liga ist Kristina Gásdal mit 59 Spielen. Margit Kwao und Evelin Mastropasqua erzielten mit 45 die meisten Tore in der Betrideildin (Stand: Ende 2023).